# Градовський Юрій Григорович
Юрій Григорович Градовський (нар. 9 березня 1956, с. Рудня-Гацьківка Володарсько-Волинського району Житомирської області) — громадський та політичний діяч, колишній член Партії регіонів, колишній депутат Житомирської обласної ради від Партії регіонів, колишній начальник управління культури Житомирської обласної державної адміністрації. Народний артист України.

## Життєпис

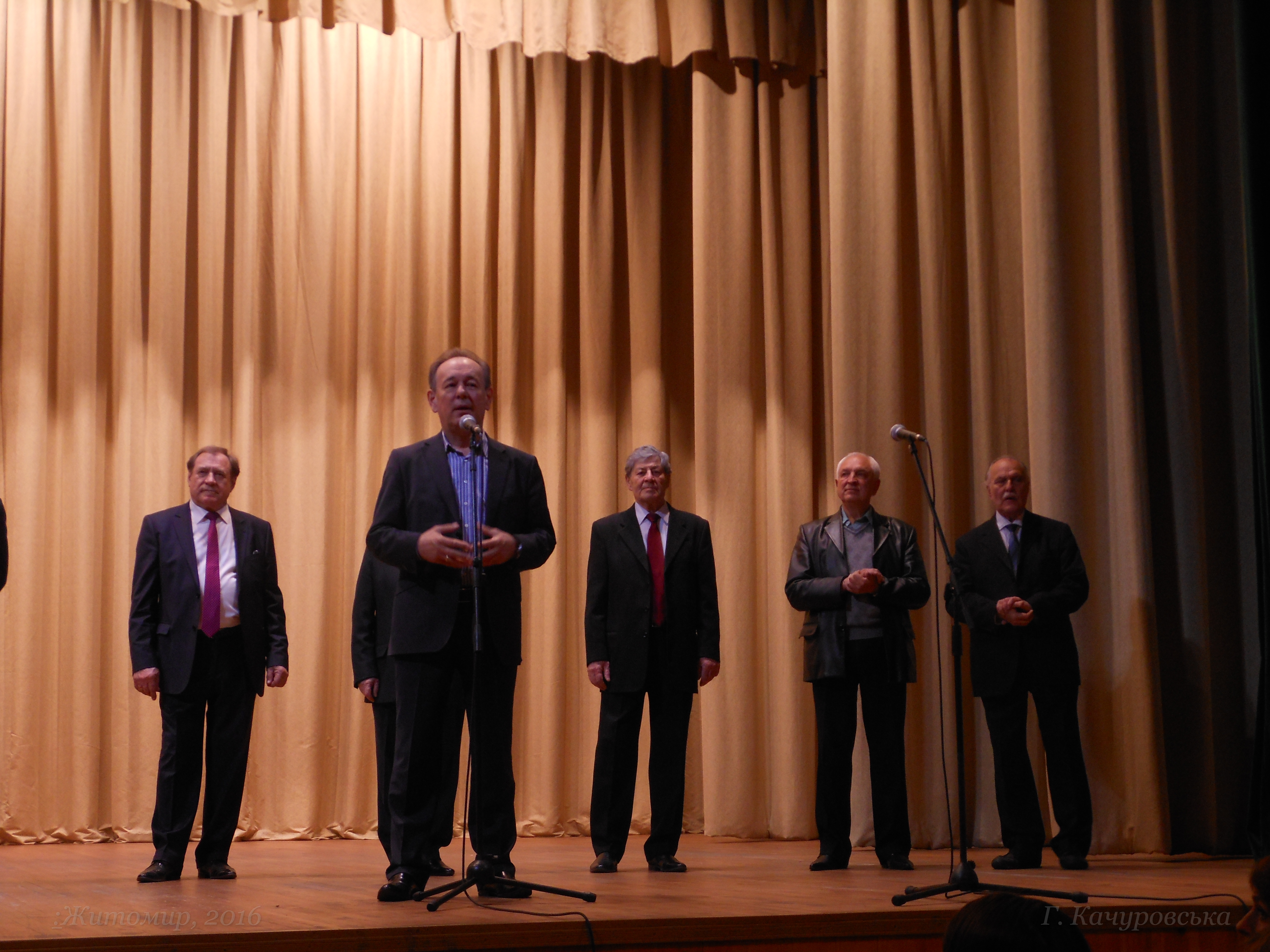
Градовський на вокальному конкурсі «Хочу стати зіркою України», Житомирська філармонія, квітень 2016

Народився в селянській родині. У 1971 році закінчив 8-річну Гацьківську школу і вступив на навчання до Коростишівського педагогічного училища, яке закінчив у 1975 році. Працював вчителем трудового навчання Гацьківської 8-річної та Кропивнянської середньої шкіл до 1978 року. Після служби у лавах Радянської армії повернувся знову працювати у школу на посаду вчителя праці. Працював директором Будинку культури (1980–1986 рр.), завідувачем відділу культури райдержадміністрації (1986–1999 рр.) у Володарськ-Волинському (нині смт. Хорошів). З 1999 по 2010 рр. — співробітник управління культури і туризму обласної державної адміністрації.
З 2010 працював на посаді начальника управління культури Житомирської обласної державної адміністрації.
У 2011 році народному артисту України Юрієві Градовському встановлено персональну стипендію.
16 січня 2017 року звільнений із посади начальника управління культури Житомирської ОДА.
Колишній член Партії регіонів, колишній депутат Житомирської обласної ради від Партії регіонів.
У 2020 р. — кандидат (колишній член Партії регіонів) від політичної партії «ЗА МАЙБУТНЄ» у депутати Житомирської обласної ради

## Творчий доробок і результати
1980 року заснував вокально-інструментальний ансамбль «Древляни» і є його художнім керівником. У 1984 році «Древляни» гастролювали в Польщі, в 1985 році стали лауреатом ХІІ Всесвітнього фестивалю молоді й студентів у Москві, у 1984 р. — стали лауреатами Всесоюзного конкурсу в Солігорську. ВІА від 1999 року діє при Житомирській філармонії. Юрій Григорович — автор багатьох пісень репертуару ансамблю «Древляни» та квартету «Явір».

## Нагороди
- Народний артист України (2011).